# L'Arme au bleu

L'Arme au bleu est un téléfilm français de 1h41 créé par Maurice Frydland d'après son roman homonyme, réalisé par Jean Yvane et diffusé le 5 Septembre 1981 sur Antenne 2.

## Synopsis
Drame psychologique autour d'une opération militaire mêlant amateurisme des jeunes "bleus" embarqués dans une opération menée par un chef autoritaire et perturbé.
L'expression "sortir l'Arme au bleu" signifie se rendre avec le canon pointé vers le ciel.

## Fiche technique
Source : IMDb, sauf mention contraire
- Réalisateur : Maurice Frydland
- Scénariste : adapté d'après le roman éponyme de Jean Yvane
- Genre : dramatique
- Pays d'origine : France
- Date de diffusion : 5 septembre 1981

## Distribution
- Pierre Arditi : Le Sergent-chef
- Richard Anconina :  Babouch
- Jean-Michel Dupuis :  Le Loher
- Gilles Laurent :  Tenet
- Gérard Martin :  '
- Jean-François Maurin :
- Maurice Vaudaux :
- Raouf Ben Amor : 	El Kakdar
- Max Douchin :
- Michel Valette :
- Zohra Faiza :
- Lamia Akimi :